# 新潟県道260号三条八王寺線
新潟県道260号三条八王寺線（にいがたけんどう260ごう さんじょうはちおうじせん）は、新潟県三条市から同県燕市に至る一般県道である。

## 概要

### 路線データ

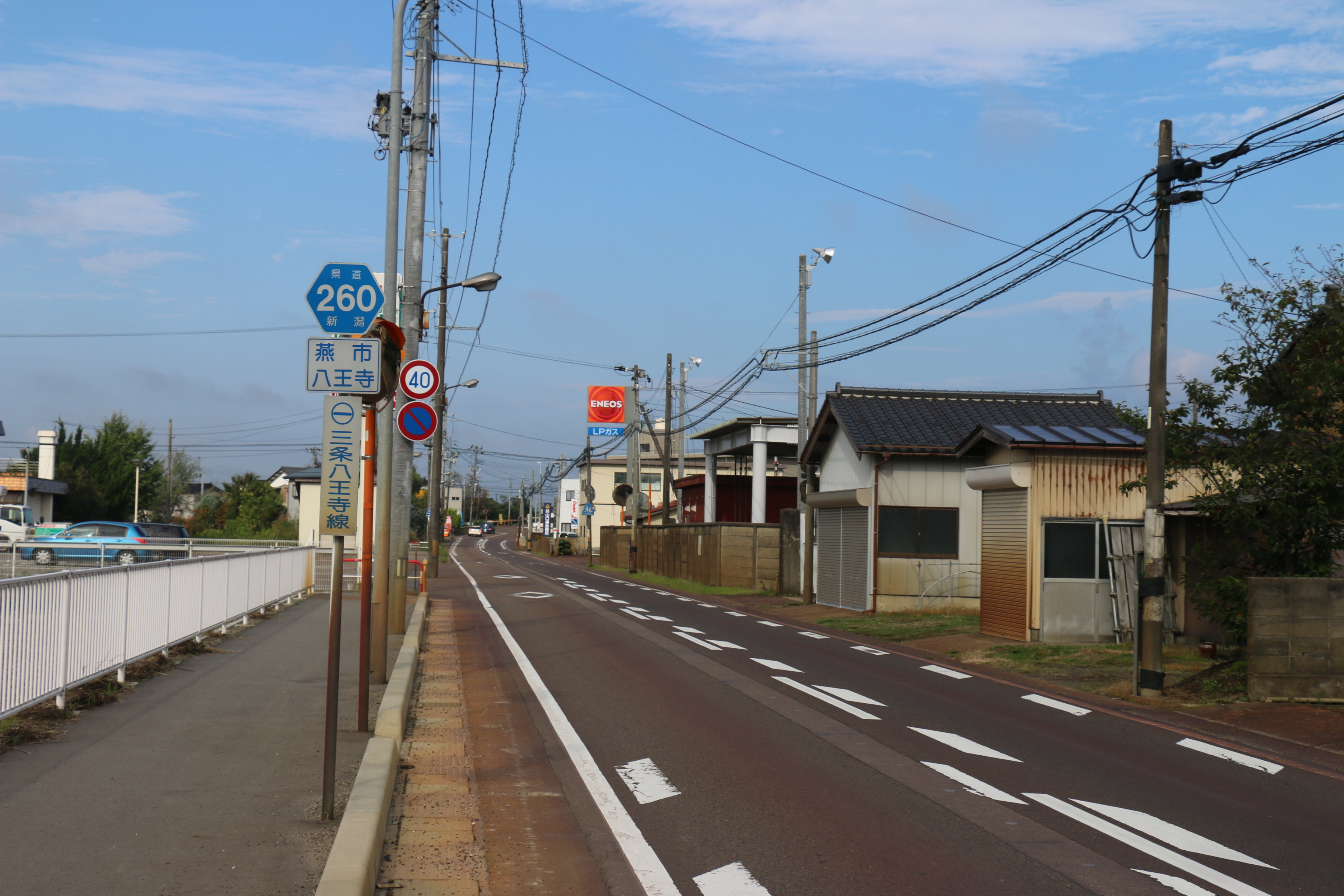
燕市八王寺付近

- 起点：新潟県三条市大字上須頃字中沢道上（国道8号・新潟県道1号新潟小須戸三条線交点）
- 終点：新潟県燕市八王寺字前畑（新潟県道18号燕地蔵堂線交点）

## 通過する自治体
- 新潟県
  - 三条市 - 燕市

## 接続する道路
- 国道8号・新潟県道1号新潟小須戸三条線（起点：上須頃（南）交差点）
- 新潟県道18号燕地蔵堂線（終点：八王寺交差点）

## 周辺
- JR弥彦線
  - 北三条駅 - 燕三条駅
- JR上越新幹線
  - 燕三条駅
- 社会福祉法人恩賜財団済生会 新潟県済生会三条病院
- 三条市立須頃小学校
- 燕市立小池中学校
- 協栄信用組合 大曲支店
- 上須頃簡易郵便局
- ヤマダ電機 テックランド三条店
- ユニクロ 燕三条店
- アークランズ
  - ホームセンタームサシ 三条店
  - アークドラッグ 三条店
  - アークスタイル 三条店
- コメリハードアンドグリーン 小池店
- 五十嵐川
- 信濃川
- 中ノ口川
- 燕市体育センター